# Rhenus Office Systems
Die Rhenus Office Systems GmbH mit Firmensitz in Holzwickede (Kreis Unna) ist ein europaweit tätiger Dienstleister im Bereich des Dokumenten-, Informations- und Prozessmanagements. Das Unternehmen betreut etwa 20.000 Kunden in Europa. Gesellschafter sind die Rhenus SE & Co. KG (51 %) und die REMONDIS Assets & Services GmbH (49 %). Das Unternehmen ist in acht Ländern mit über 70 Standorten vertreten.

## Schwerpunkte
Das Leistungsspektrum erstreckt sich von Cloud-Lösungen, Bereitstellungen von Software-Lizenzen, digitalen Posteingangslösungen, Aktendigitalisierung bis hin zu digitalen Abrechnungslösungen.
Auch die physische Aktenlagerung, die Akten- und Datenträgervernichtung sowie das Betreiben von Poststellen oder auch die komplette Abwicklung des Tagesgeschäftes beim Kunden gehören zum Kerngeschäft.

## Beteiligungen
- Rhenus Archiv Services GmbH
- Rhenus Data Office GmbH
- Rhenus Mailroom Services GmbH
- Rhenus Docs to Data GmbH
- Rhenus :people! GmbH
- Rhenus BPO Services GmbH
- Rhenus Media Systems GmbH & Co. KG
- ATION Installations GmbH